# ホノリン・ロンデッロ
ホノリン・ジャンヌ・マリー・ロンデッロ（Honorine Jeanne Marie Rondello、1903年7月28日 - 2017年10月19日）は、フランスのスーパーセンテナリアン。かつて存命中のフランス最高齢だった人物。

## 人物
1903年7月28日、ブルターニュに生まれる。
2017年10月19日、114歳83日で死去。没後はリュシル・ランドンがフランス最高齢となった。
当時は1902年12月生まれのタヴァ・コロが存命中であったが、年齢に信憑性がないことから認定されていなかった。